# Campeonato Mundial de Esqui Estilo Livre de 2019 - Ski cross masculino
A prova do ski cross masculino do Campeonato Mundial de Esqui Estilo Livre de 2019 foi realizada entre os dias 1 e 2 de fevereiro na cidade de Park City,  em Utah, nos Estados Unidos. 

## Medalhistas
| Ouro                 | Prata             | Bronze            |
| François Place (FRA) | Brady Leman (CAN) | Kevin Drury (CAN) |

## Qualificação
Um total de 36 esquiadores participaram da competição.  A prova ocorreu dia 1 de fevereiro com inicio às 14:30. Os 32 melhores de cada bateria avançaram para a fase eliminatória.
| Pos. | Bib | Nome                  | Nacionalidade  | Tempo   | Notas |
| ---- | --- | --------------------- | -------------- | ------- | ----- |
| 1    | 11  | Bastien Midol         | França         | 58.66   | Q     |
| 2    | 17  | François Place        | França         | 59.07   | Q     |
| 3    | 16  | Jean-Frédéric Chapuis | França         | 59.16   | Q     |
| 4    | 3   | Brady Leman           | Canadá         | 59.16   | Q     |
| 5    | 21  | Reece Howden          | Canadá         | 59.20   | Q     |
| 6    | 13  | Johannes Aujesky      | Áustria        | 59.21   | Q     |
| 7    | 6   | Kevin Drury           | Canadá         | 59.38   | Q     |
| 8    | 12  | Alex Fiva             | Suíça          | 59.43   | Q     |
| 9    | 1   | Daniel Traxler        | Áustria        | 59.46   | Q     |
| 10   | 2   | Johannes Rohrweck     | Áustria        | 59.54   | Q     |
| 11   | 24  | David Mobärg          | Suécia         | 59.57   | Q     |
| 12   | 20  | Florian Wilmsmann     | Alemanha       | 59.65   | Q     |
| 13   | 22  | Filip Flisar          | Eslovênia      | 59.68   | Q     |
| 14   | 10  | Paul Eckert           | Alemanha       | 59.73   | Q     |
| 15   | 5   | Victor Öhling Norberg | Suécia         | 59.75   | Q     |
| 16   | 19  | Christopher Del Bosco | Canadá         | 59.77   | Q     |
| 17   | 4   | Viktor Andersson      | Suécia         | 59.91   | Q     |
| 18   | 8   | Jonas Lenherr         | Suíça          | 59.93   | Q     |
| 19   | 18  | Adam Kappacher        | Áustria        | 59.94   | Q     |
| 20   | 23  | Daniel Bohnacker      | Alemanha       | 1:00.08 | Q     |
| 21   | 7   | Marc Bischofberger    | Suíça          | 1:00.16 | Q     |
| 22   | 26  | Tim Hronek            | Alemanha       | 1:00.18 | Q     |
| 23   | 15  | Jonathan Midol        | França         | 1:00.19 | Q     |
| 24   | 14  | Joos Berry            | Suíça          | 1:00.33 | Q     |
| 25   | 25  | Tyler Wallasch        | Estados Unidos | 1:00.34 | Q     |
| 26   | 27  | Igor Omelin           | Rússia         | 1:00.50 | Q     |
| 27   | 29  | Maxim Vikhrov         | Rússia         | 1:00.82 | Q     |
| 28   | 31  | Henrik Lunde          | Noruega        | 1:00.96 | Q     |
| 29   | 28  | Oliver Davies         | Grã-Bretanha   | 1:00.97 | Q     |
| 30   | 36  | Simone Deromedis      | Itália         | 1:01.15 | Q     |
| 31   | 34  | Edoardo Zorzi         | Itália         | 1:01.27 | Q     |
| 32   | 30  | Pavel Kolgotin        | Rússia         | 1:01.61 | Q     |
| 33   | 33  | Tomáš Bartalský       | Eslováquia     | 1:01.78 |       |
| 34   | 32  | Nikola Chongarov      | Bulgária       | 1:01.93 |       |
| 35   | 35  | Koppány Pap           | Hungria        | 1:02.53 |       |
| 36   | 9   | Sergey Ridzik         | Rússia         | 1:08.56 |       |

## Eliminatória
Os 32 melhores classificados avançaram para as oitavas de final. A partir daqui, eles participaram de corridas de eliminação de quatro integrantes, com os dois primeiros de cada corrida avançando para a fase seguinte. 

### Oitavas de final
| Pos. | Bib | Nome                  | Nacionalidade | Notas |
| ---- | --- | --------------------- | ------------- | ----- |
| 1    | 1   | Bastien Midol         | França        | Q     |
| 2    | 17  | Viktor Andersson      | Suécia        | Q     |
| 3    | 16  | Christopher Del Bosco | Canadá        |       |
| 4    | 32  | Pavel Kolgotin        | Rússia        |       |

| Pos. | Bib | Nome               | Nacionalidade | Notas |
| ---- | --- | ------------------ | ------------- | ----- |
| 1    | 21  | Marc Bischofberger | Suíça         | Q     |
| 2    | 12  | Florian Wilmsmann  | Alemanha      | Q     |
| 3    | 5   | Reece Howden       | Canadá        |       |
| 4    | 28  | Henrik Lunde       | Noruega       |       |

| Pos. | Bib | Nome                  | Nacionalidade | Notas |
| ---- | --- | --------------------- | ------------- | ----- |
| 1    | 3   | Jean-Frédéric Chapuis | França        | Q     |
| 2    | 19  | Adam Kappacher        | Áustria       | Q     |
| 3    | 14  | Paul Eckert           | Alemanha      |       |
| 4    | 30  | Simone Deromedis      | Itália        |       |

| Pos. | Bib | Nome              | Nacionalidade | Notas |
| ---- | --- | ----------------- | ------------- | ----- |
| 1    | 7   | Kevin Drury       | Canadá        | Q     |
| 2    | 10  | Johannes Rohrweck | Áustria       | Q     |
| 3    | 23  | Jonathan Midol    | França        |       |
| 4    | 26  | Igor Omelin       | Rússia        |       |

| Pos. | Bib | Nome           | Nacionalidade  | Notas |
| ---- | --- | -------------- | -------------- | ----- |
| 1    | 8   | Alex Fiva      | Suíça          | Q     |
| 2    | 25  | Tyler Wallasch | Estados Unidos | Q     |
| 3    | 24  | Joos Berry     | Suíça          |       |
| 4    | 9   | Daniel Traxler | Áustria        |       |

| Pos. | Bib | Nome             | Nacionalidade | Notas |
| ---- | --- | ---------------- | ------------- | ----- |
| 1    | 4   | Brady Leman      | Canadá        | Q     |
| 2    | 13  | Filip Flisar     | Eslovênia     | Q     |
| 3    | 20  | Daniel Bohnacker | Alemanha      |       |
| 4    | 29  | Oliver Davies    | Grã-Bretanha  |       |

| Pos. | Bib | Nome             | Nacionalidade | Notas |
| ---- | --- | ---------------- | ------------- | ----- |
| 1    | 6   | Johannes Aujesky | Áustria       | Q     |
| 2    | 11  | David Mobärg     | Suécia        | Q     |
| 3    | 27  | Maxim Vikhrov    | Rússia        |       |
| 4    | 22  | Tim Hronek       | Alemanha      |       |

| Pos. | Bib | Nome                  | Nacionalidade | Notas |
| ---- | --- | --------------------- | ------------- | ----- |
| 1    | 2   | François Place        | França        | Q     |
| 2    | 18  | Jonas Lenherr         | Suíça         | Q     |
| 3    | 15  | Victor Öhling Norberg | Suécia        |       |
| 4    | 31  | Edoardo Zorzi         | Itália        |       |

### Quartas de final
| Pos. | Bib | Nome             | Nacionalidade  | Notas |
| ---- | --- | ---------------- | -------------- | ----- |
| 1    | 17  | Viktor Andersson | Suécia         | Q     |
| 2    | 8   | Alex Fiva        | Suíça          | Q     |
| 3    | 1   | Bastien Midol    | França         |       |
| 4    | 25  | Tyler Wallasch   | Estados Unidos |       |

| Pos. | Bib | Nome                  | Nacionalidade | Notas |
| ---- | --- | --------------------- | ------------- | ----- |
| 1    | 3   | Jean-Frédéric Chapuis | França        | Q     |
| 2    | 6   | Johannes Aujesky      | Áustria       | Q     |
| 3    | 11  | David Mobärg          | Suécia        |       |
| 4    | 19  | Adam Kappacher        | Áustria       |       |

| Pos. | Bib | Nome               | Nacionalidade | Notas |
| ---- | --- | ------------------ | ------------- | ----- |
| 1    | 13  | Filip Flisar       | Eslovênia     | Q     |
| 2    | 4   | Brady Leman        | Canadá        | Q     |
| 3    | 12  | Florian Wilmsmann  | Alemanha      |       |
| —    | 21  | Marc Bischofberger | Suíça         | DNF   |

| Pos. | Bib | Nome              | Nacionalidade | Notas |
| ---- | --- | ----------------- | ------------- | ----- |
| 1    | 2   | François Place    | França        | Q     |
| 2    | 7   | Kevin Drury       | Canadá        | Q     |
| 3    | 18  | Jonas Lenherr     | Suíça         |       |
| 4    | 10  | Johannes Rohrweck | Áustria       |       |

### Semifinal
| Pos. | Bib | Nome             | Nacionalidade | Notas |
| ---- | --- | ---------------- | ------------- | ----- |
| 1    | 4   | Brady Leman      | Canadá        | Q     |
| 2    | 8   | Alex Fiva        | Suíça         | Q     |
| 3    | 13  | Filip Flisar     | Eslovênia     |       |
| 4    | 17  | Viktor Andersson | Suécia        |       |

| Pos. | Bib | Nome                  | Nacionalidade | Notas |
| ---- | --- | --------------------- | ------------- | ----- |
| 1    | 7   | Kevin Drury           | Canadá        | Q     |
| 2    | 2   | François Place        | França        | Q     |
| 3    | 3   | Jean-Frédéric Chapuis | França        |       |
| 4    | 6   | Johannes Aujesky      | Áustria       |       |

### Final
Pequena final
| Pos. | Bib | Nome                  | Nacionalidade | Notas |
| ---- | --- | --------------------- | ------------- | ----- |
| 5    | 3   | Jean-Frédéric Chapuis | França        |       |
| 6    | 6   | Johannes Aujesky      | Áustria       |       |
| 7    | 17  | Viktor Andersson      | Suécia        |       |
| 8    | 13  | Filip Flisar          | Eslovênia     |       |

Grande final
| Pos.              | Bib | Nome           | Nacionalidade | Notas |
| ----------------- | --- | -------------- | ------------- | ----- |
| Medalha de ouro   | 2   | François Place | França        |       |
| Medalha de prata  | 4   | Brady Leman    | Canadá        |       |
| Medalha de bronze | 7   | Kevin Drury    | Canadá        |       |
| 4                 | 8   | Alex Fiva      | Suíça         |       |

Legenda
| Recorde mundial       | Recorde mundial (World record)               |                       | Recorde africano                      | Recorde africano (African) |                                           | Q | Classificado por posição (Qualified) |
| Recorde do campeonato | Recorde do campeonato (Championship record)  | Recorde da América    | Recorde da América (Americas)         | q                          | Classificado por melhor tempo (Qualified) |   |                                      |
| Melhor marca do ano   | Melhor marca do ano (World leading)          | Recorde asiático      | Recorde asiático (Asian)              | DNS                        | Não largou (Did not start)                |   |                                      |
| Recorde nacional      | Recorde nacional (National record)           | Recorde europeu       | Recorde europeu (European)            | DNF                        | Não terminou (Did not finish)             |   |                                      |
| Recorde pessoal       | Recorde pessoal do atleta (Personal best)    | Recorde da Oceania    | Recorde da Oceania (Oceania)          | DSQ / DQ                   | Desclassificado (Disqualified)            |   |                                      |
| Recorde da temporada  | Recorde da temporada do atleta (Season best) | Recorde sul-americano | Recorde sul-americano (South America) | NM                         | Sem marca (No mark)                       |   |                                      |